# Nutticha Namwong
Nutticha Namwong (Bangkok, 9 september 1996) is een Thaise youtuber (onder de naam Kaykai Salaider) en presentator. Ze begon haar YouTube-carrière in 2016 en had op haar kanaal in april 2020 ruim 12.000.000 abonnees.

## Filmografie

### Series
- 2017 - Hormones[4]